# Лёгкая пехотная дивизия «Альпы»
Лёгкая пехотная дивизия «Альпы» (нем. Jäger-Division "Alpen") — тактическое соединение сухопутных войск вооружённых сил нацистской Германии. Принимала участие во Второй мировой войне. Действовала на Западном фронте.

## История
Сформирована 25 марта 1945 юридически из призывников 34-й волны мобилизации Вермахта. Относилась сначала к 7-му военному округу, затем была переподчинена 18-му военному округу. Солдаты дивизии несли службу на границе с Францией. После нескольких боёв согласно решению Верховного командования от 28 марта 1945 года солдаты дивизии были направлены на доукомплектование 2-й горно-стрелковой дивизии и 212-й пехотной дивизии народного ополчения.

## Местонахождение
- с марта по апрель 1945 (Германия)

## Подчинение
- 13-й армейский корпус СС 1-й армии группы армий «G» (апрель 1945)

## Состав
- 1-й лёгкий пехотный полк «Альпы»
- 2-й лёгкий пехотный полк «Альпы»
- Смешанный артиллерийский дивизион «Альпы»
- Сапёрная рота «Альпы»
- Рота истребителей танков «Альпы»